# Angústias
Angústias ist eine portugiesische Gemeinde (Freguesia) im Kreis (Concelho) von Horta auf der Azoreninsel Faial. In ihr leben 2133 Einwohner (Stand 19. April 2021).
Angústias ist eine der drei Stadtgemeinden Hortas, zusammen mit Conceição und Matriz bilden sie das Stadtgebiet der Kreisstadt Hortas ab. Der Kreis Horta umfasst die gesamte Insel Faial.
Einige der bedeutendsten Bauwerke der Insel liegen in der Gemeinde Angústias, darunter die weltbekannte Marina und das Peter Café Sport, die meisten historischen Festungsanlagen, und der beliebte Stadtstrand Praia do Porto Pim.